# Île de Cavallo
Pour les articles homonymes, voir Cavallo.
L'île de Cavallo, en corse Cavaddu, est une île de l'archipel des Lavezzi en Corse-du-Sud. D'une superficie de 120 ha, c'est la plus grande île de l'archipel et la seule à être habitée.

## Situation
L'île de Cavallo fait partie de l'archipel des Lavezzi, dans les bouches de Bonifacio (le détroit entre la Corse et la Sardaigne). Elle se situe à 2,3 km de la côte, à l'est du cap Sperone et du port de Piantarella, sur le territoire de la commune de Bonifacio. C'est la zone d'habitation la plus méridionale de France métropolitaine.

## Histoire

### Préhistoire
Au Paléolithique, lors de la dernière glaciation, le niveau de la mer était inférieur de 100 m par rapport au niveau actuel. Les îles Cavallo, Lavezzo et Ratino étaient alors émergées et formaient un passage à sec entre la Corse et la Sardaigne. Au Néolithique, ces trois îles formaient encore une île unique, distante de la côte d'une centaine de mètres. Il est probable que ce lieu ait été d'une grande importance pour la circulation entre la Corse et la Sardaigne pendant la Préhistoire.
Des abris-sous-roche datant de l'époque préhistorique ont été recensés sur l'île de Cavallo.

### Carrière romaine
Cette île, ainsi que l'îlot adjacent de San Baïnso, fut exploitée par les Romains autour du IIe siècle, qui y envoyaient des prisonniers pour extraire du granite destiné à l'édification de temples. Deux épaves romaines ont d'ailleurs été découvertes à proximité de Cavallo.
Jusqu'au XIXe siècle, des témoignages rapportent que les traces de cette exploitation étaient encore parfaitement visibles, dans un excellent état de conservation. Mais la reprise momentanée de l'extraction de granite en 1872 pour édifier le phare des Lavezzi entraîna la destruction de la plupart des vestiges romains.
De ces vestiges, seule une colonne de pierre demeura intacte et fut transportée à Bonifacio en novembre 1932 pour servir de monument commémoratif. De nos jours, les traces de découpe dans la roche sont toujours apparentes sur l'îlot de San Baïnso.
Le site de l'ancienne carrière est inscrit depuis 1992 au titre des monuments historiques.

### Pastoralisme
Après le départ des Romains, l'île fut abandonnée jusqu'en 1800, date à laquelle un berger vint y vivre seul avec son troupeau.

### «L'île des milliardaires»
Depuis 1970, de luxueuses résidences secondaires s'y sont construites, ainsi qu'un petit aérodrome (désaffecté depuis 1988), un port et une marina.
La fortune ou la notoriété de certains propriétaires de villas sur l'île, et le fait que les bateaux de promenade « grand public » se contentent de passer au large, les guides insistant bien sur le caractère « privilégié » de ses habitants, ont valu à Cavallo son surnom d'« île des milliardaires ».
Cependant, la construction de nouvelles habitations est bloquée depuis plusieurs années par les autorités à la suite de problèmes d'assainissement, et on peut trouver un peu partout sur l'île des chantiers à l'abandon,.

### L'affaire Victor Emmanuel de Savoie
Le 18 août 1978, à trois heures du matin, dans le tronçon de mer qui sépare l'île de Cavallo de Lavezzi, Victor Emmanuel de Savoie tente de s’en prendre au playboy et riche héritier Nicola "Nicky" Pende, marié à l'actrice Stefania Sandrelli. Le prince, sous l'effet de l'alcool, alors qu’il se trouve sur le yacht de Pende, pense que ce dernier est coupable à son avis d'avoir volé un bateau (l'une des deux annexes du yacht).
Le prince tient un fusil Winchester M1 avec 31 balles dans le magasin. Pour effrayer Pende, Vittorio Emmanuel tire deux coups de feu en direction du milliardaire. Derrière, à une courte distance, dans la cabine d'un bateau ancré, dort Dirk Geerd Hamer, un étudiant allemand de 17 ans, fils de Ryke Geerd Hamer (médecin et théologien allemand, fondateur de la « nouvelle médecine germanique »).
L'un des coups de feu atteint le jeune homme à la cuisse après avoir traversé le côté du bateau et le garçon meurt après 111 jours d'hospitalisation.
La bataille juridique entre les deux familles a pris fin en 1996 lorsque la justice française a blanchi définitivement Victor Emmanuel de Savoie des accusations de meurtre et de non-assistance à personne en danger, mais l'a condamné à six mois avec sursis pour port d’armes à feu.

### Naufrages
Le 1er août 2020, alors que la mer était calme et que le temps était parfait pour naviguer dans les eaux de la région, le yacht italien de 22 m Regis s’est échoué sur un récif près de Cala di Zeri. Les onze passagers ont été secourus par des plaisanciers et ont été mis en sécurité sur l’île toute proche (sous opération CROSS). Le bateau a rapidement été déplacé après enquête de la gendarmerie maritime d'Ajaccio.

### Personnalités ayant résidé à Cavallo
- Caroline de Monaco (propriétaire d’une villa)[11]
- Bill Gates
- Roman Abramovitch
- Catherine Deneuve
- Victor-Emmanuel de Savoie (propriétaire d’une villa)[12]
- Bianca et Mick Jagger
- Roberto Benigni
- Jean-Luc Petithuguenin (propriétaire d’une villa)[13]

## Tourisme
On trouve sur la marina quelques magasins, des restaurants et un hôtel (l'Hôtel & Spa des Pêcheurs).
La plus grande partie de l'île est constituée de propriétés privées, mais il reste possible de circuler dans la marina[réf. souhaitée]. Les plages font partie du domaine public maritime, et des panneaux préviennent les gens de passage du statut privé de l'intérieur de l'île. En pratique, il n'est pas rare pour les « simples touristes » d'être pris à partie par les gardiens des propriétés privées quand ils ne respectent pas les us et coutumes de l'île.
Une navette régulière permet de rejoindre Cavallo depuis l'embarcadère de Piantarella en 15 minutes environ.
L'île est sur le territoire français mais la langue principalement utilisée est l'italien, y compris pour les stations de radio et le réseau téléphonique.

## Protection environnementale
L'île de Cavallo et l'îlot de San Baïnso ont échappé à la rétrocession de propriété de l'archipel à la commune de Bonifacio en 1981. Cette partie de l'archipel est donc exclue de la réserve naturelle des îles Lavezzi et de la réserve naturelle des Bouches de Bonifacio.
Les voitures n'étant pas autorisées sur l'île[réf. souhaitée], on n'y trouve que des petits véhicules électriques (similaires à des voitures de golf) ou des bicyclettes.

## Crime organisé
En 2000, le rapport du procureur de la république de Bastia Bernard Legras sur la criminalité organisée corse a souligné le rôle des investissements immobiliers sur l'île de Cavallo dans le blanchiment d'argent dans les décennies 1980 et 1990.